# Pylades

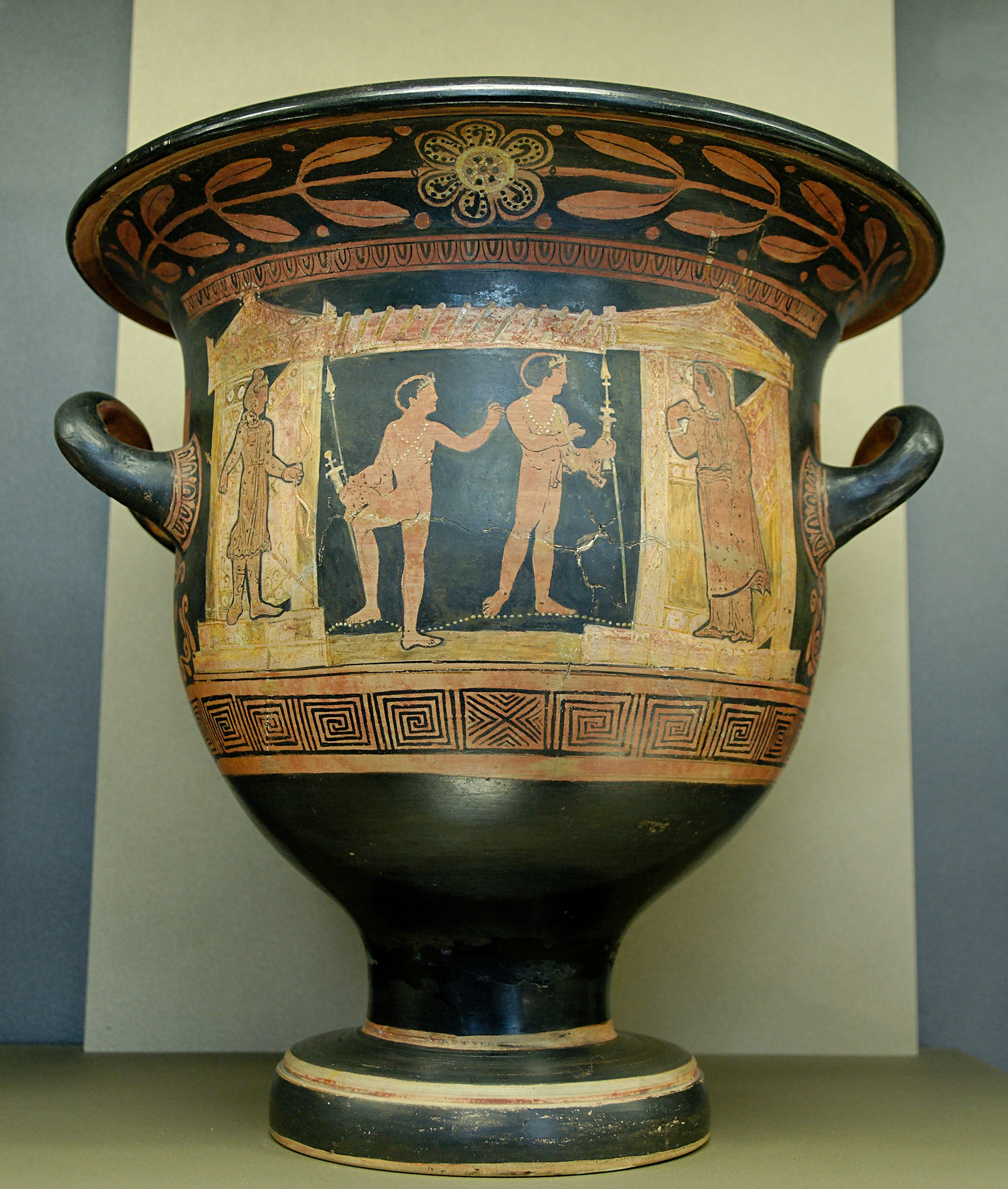
Krater z wyobrażeniem Orestesa i Pyladesa (zbiory Luwru).

Pylades (gr. Πυλάδης) – syn władcy Fokidy, Strofiosa i Anaksibii, kuzyn Orestesa.
Ze względu na sytuację rodzinną (Orestes wyrastał na potencjalnego mściciela ojca, Agamemnona, który został zabity przez żonę Klitajmestrę i jej kochanka Ajgistosa) Orestes dorastał w jego domu. Pylades został najwierniejszym przyjacielem Orestesa i pomagał mu w trudnych sytuacjach. Po siedmiu latach od śmierci Agamemnona wyruszył z Orestesem do jego ojczyzny. Rozwiał wątpliwości Orestesa i wręcz przymusił go, aby pomścił ojca i zabił matkę. Pylades towarzyszył także Orestesowi w wyprawie po posąg Artemidy. Pomógł krewnemu i jego siostrze, Ifigenii opracować plan wykradnięcia posągu.